# Pielinen

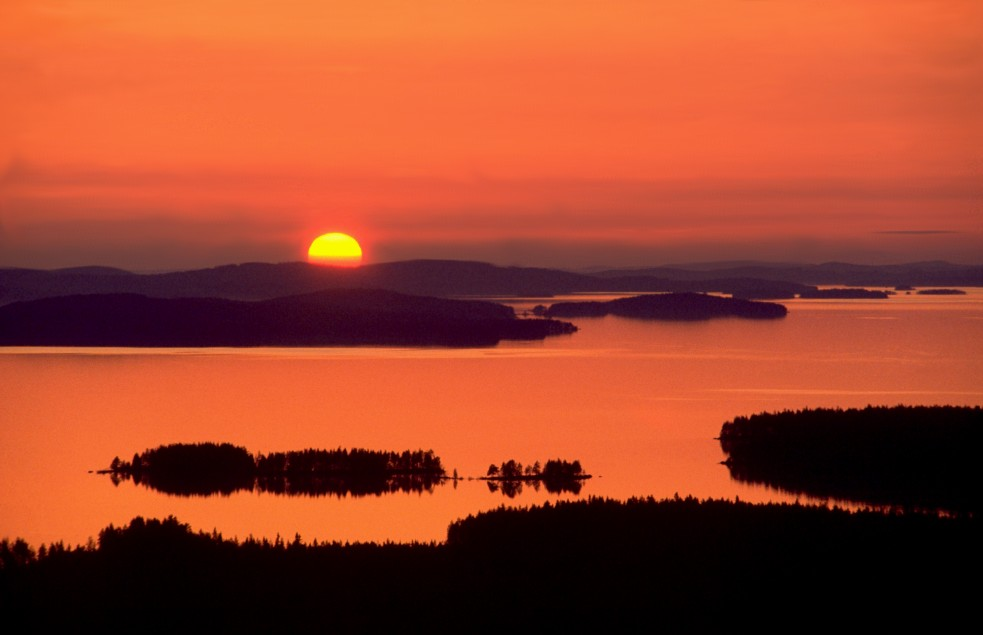
Il lago Pielinen dal colle Räsävaara

Il Pielinen (anche Pielisjärvi) è il quinto lago più vasto della Finlandia. Copre un'area di 868 km² nella regione della Carelia settentrionale ad un'altitudine di 93,7 m sul livello del mare. Il lago è lungo 120 km e largo 40 km.
La sua profondità massima è pari a 90 m mentre la profondità media è di 9,9 m
I maggiori immissari del lago sono i fiumi Koitajoki, Lieksanjoki e il suo ramo laterale Jongunjoki. A meridione le acque del lago confluiscono nel fiume Pielisjoki.
Sulla punta più a nord del lago si trova la città di Nurmes. Il parco nazionale di Koli è situato sulla costa occidentale del lago, la città di Lieksa su quella orientale.
Il lago è costellato di isole, tra cui Paalasmaa, nota per essere l'isola più elevata della Finlandia; il suo punto più elevato si trova infatti a 132 m s.l.m.
L'asteroide 1536 Pielinen prende nome da questo lago.